# Discestra chartaria
Discestra chartaria är en fjärilsart som beskrevs av Augustus Radcliffe Grote 1873. Discestra chartaria ingår i släktet Discestra och familjen nattflyn. Inga underarter finns listade i Catalogue of Life.